# Witkowo (công xã)
Gmina Witkowo là một vùng  đô thị-nông thôn (quận hành chính) ở Gniezno, Voivodeship Greater Ba Lan, ở phía tây trung tâm Ba Lan. Khu hành chính của nó là thị trấn Witkowo, nằm khoảng 16 kilômét (10 mi) về phía đông nam của Gniezno và 59 km (37 mi) về phía đông của thủ đô Pozna regional.
Gmina có diện tích 184,4 kilômét vuông (71,2 dặm vuông Anh)     và tính đến năm 2006, tổng dân số của nó là 13.446 (trong đó dân số của Witkowo lên tới 7.855, và dân số của vùng nông thôn của Gmina là 5.591).

## Làng
Ngoài thị trấn Witkowo, Gmina Witkowo chứa các làng và các khu định cư của Ćwierdzin, Czajki, Dębina, Folwark, Gaj, Głożyny, Gorzykowo, Jaworowo, Kamionka, Kołaczkowo, Królewiec, Krzyżówka, Mąkownica, Małachowo-Kępe, Małachowo-Szemborowice, Małachowo -Wierzbiczany, Małachowo-Złych Miejsc, Malenin, Mielżyn, Odrowąż, Ostrowite Prymasowskie, Piaski, Popielarze, Raszewo, Ruchocin, Ruchocinek, Skorzęcin, Skorzęcin-Nadleśnictwo, Sokołowo, Stary Dwór, Strzyżewo Witkowskie, Wiekowo, Wierzchowiska và Witkówko.

## Gmina lân cận
Gmina Witkowo được bao quanh bởi các Gmina của Gniezno, Niechanowo, Orchowo, Powidz, Strzałkowo, Trzemezno và Września.